# Tour de l'Horloge de Livno
Pour les articles homonymes, voir Tour de l'Horloge.
La tour de l'Horloge est située en Bosnie-Herzégovine, sur le territoire de la ville de Livno et dans la municipalité de Livno. Construite pendant la période ottomane, elle est inscrite sur la liste provisoire des monuments nationaux de Bosnie-Herzégovine.

## Localisation

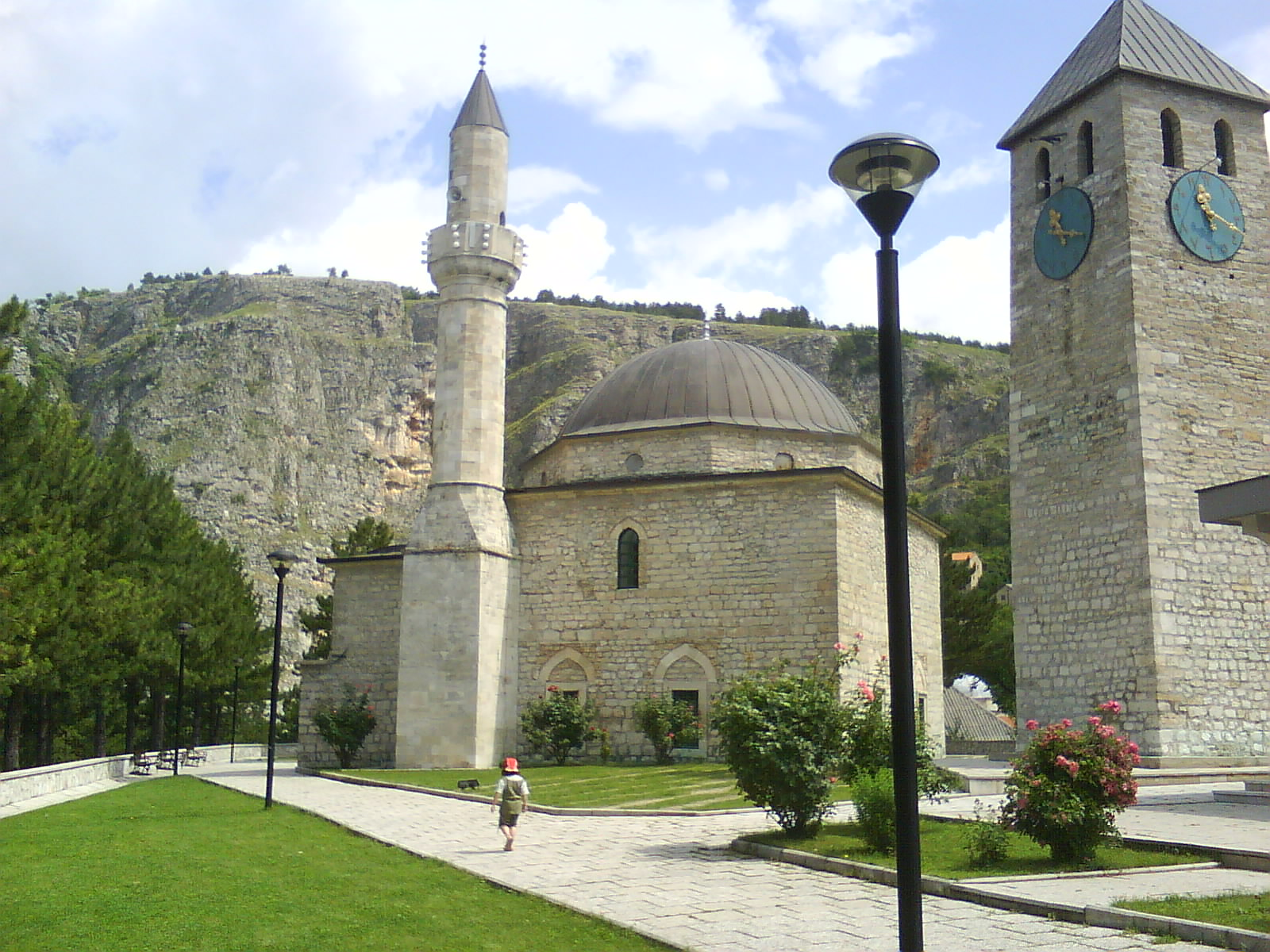
La tour de l'Horloge avec la mosquée de Hadži Ahmed Dukatar